# Alexandr Soliánnikov
Alexandr Alexándrovich Soliánnikov –en ruso, Александр Александрович Соляников– (Cheliábinsk, URSS, 29 de septiembre de 1982) es un deportista ruso que compitió en boxeo. Ganó una medalla de bronce en el Campeonato Europeo de Boxeo Aficionado de 2010, en el peso superligero.

## Palmarés internacional
| Campeonato Europeo | Campeonato Europeo | Campeonato Europeo | Campeonato Europeo |
| Año                | Lugar              | Medalla            | Categoría          |
| ------------------ | ------------------ | ------------------ | ------------------ |
| 2010               | Moscú (Rusia)      | Medalla de bronce  | 64 kg              |